# Abbaye de Beaulieu (Haute-Marne)
Pour les articles homonymes, voir Abbaye de Beaulieu.
L'abbaye de Beaulieu est une ancienne abbaye cistercienne située dans la commune de Haute-Amance au sud de Hortes, sur la rive de la rivière Amance, dans la Haute-Marne. L'abbaye est située dans un hameau fermier (au sud de Hortes) du nom de Beaulieu. À proximité, se trouve sa chapelle néo-gothique. L'abbaye démarre sa restauration (2021) et la création d'une association est en cours.

## Histoire
L'abbaye de Beaulieu est une abbaye d'hommes de l'ordre de Cîteaux, fille de l'abbaye de Clairvaux. Elle est fondée en 1166, sous l'épiscopat de Gauthier de Bourgogne, par le doyen de l'église de Langres Manassès. Son premier abbé fut Gui, un moine de Charlieu, dont plusieurs actes ont été retrouvés. Le pape Alexandre III lui avait accordé une bulle de confirmation et de protection.
Ses revenus lui sont alors donnés par plusieurs seigneurs des environs, notamment Marcelin et Odon, seigneurs d'Orthes qui firent des donations à l'abbaye de Morimond entre 1140 et 1150. Gui d'Orthes, fils de Marcelin, fit de même en 1155. Puis Thierry, seigneur d'Orthes, et sa femme Annedis, firent des dons à l'abbaye de Beaulieu ainsi que leur fils Euvrard. Une grande église, un cloître, une bibliothèque, des reliques de Saint-Eutrope, l'abbaye fut grandissante de nombreuses années. et en voie de prospérité, mais les guerres des siècles suivants firent obstacle à son expansion. Elle fut  dévastée par des reîtres en 1568.
En 1711, l'abbaye est pillée et saccagée par des soldats venus de Trarback qui traversaient la Lorraine. Dans la nuit du 16 août 1711 ils brûlent une partie du monastère après avoir blessé et tué plusieurs de ses habitants. C'est par la ferveurs des habitants des villages voisin armés, que ce massacre s’arrêta. En 1731 l'abbaye fut reconstruite en partie tel qu'on la connaît aujourd’hui.
À la Révolution, les biens du clergé sont mis à la disposition de la Nation. Tout est recensé et vendu à l'abbaye de Beaulieu et les terres et bâtiments furent achetés par Abel Caroillon de Vandeul, beau-fils de Denis Diderot. Il finit de déposséder Beaulieu de ses dernières richesses, trouvant que ce n'était qu'une vieille retraite humide. On peut retrouver l'ancien portail de la propriété à l'abbaye d'Auberive par exemple. Nous perdons ensuite le fil de l'histoire de l'abbaye, nous savons que c'est au XIXe siècle que la chapelle fut construite.
Des vitraux du XVIIe siècle ont été réutilisés dans cette construction néo-gothique.
En 1793, lors de remaniements cadastraux, l'abbaye est érigée en paroisse puis devient une commune. Entre 1844 et 1849, la commune de Beaulieu est dissoute et est divisée sur les territoires de Rougeux et Haute-Amance (Rosoy-sur-Amance et Hortes).
L'ancienne abbaye est occupée et dégradée par des troupes allemandes lors de la Seconde guerre mondiale. Différents acquéreurs vont alors se succéder jusqu'au milieu des années 80 date depuis laquelle la même famille en est propriétaire.
Aujourd'hui l'ancienne abbaye reprend vie : des travaux devraient débuter courant 2022 pour la remettre en état et des activités tournées autour de l'osier, des plantes médicinales et des arts vont être créées.

### Héraldique
À noter que l'abbaye de Beaulieu possédait son propre blason qui figure dans la décoration armoriée dans l'abbaye de Septfontaines. Celui-ci évoque la demeure monastique et « D'azur au château crénelé à deux tours d'argent sur une terrasse de sinople ».

## Architecture
L'abbaye, dite de Château aujourd'hui, est un témoin de l'ancienne abbaye. Le corps principal est un rectangle de 35x12 mètres flanqué de deux tours à l'avant qui mesurent 4x4 mètres. Le bâtiment a gardé le même emplacement connu de l'abbaye, l'ensemble été au moins trois fois plus grand et été doté d'une église romane jusqu’à la reconstruction de 1731. Les restes du bâtiment ont été utilisés pour construire les dépendances. Sur le parc une chapelle de style néo-gothique datant du XIVe siècle et complètement remaniée au XVIIIe siècle se trouve à quelques mètres de l'abbaye.

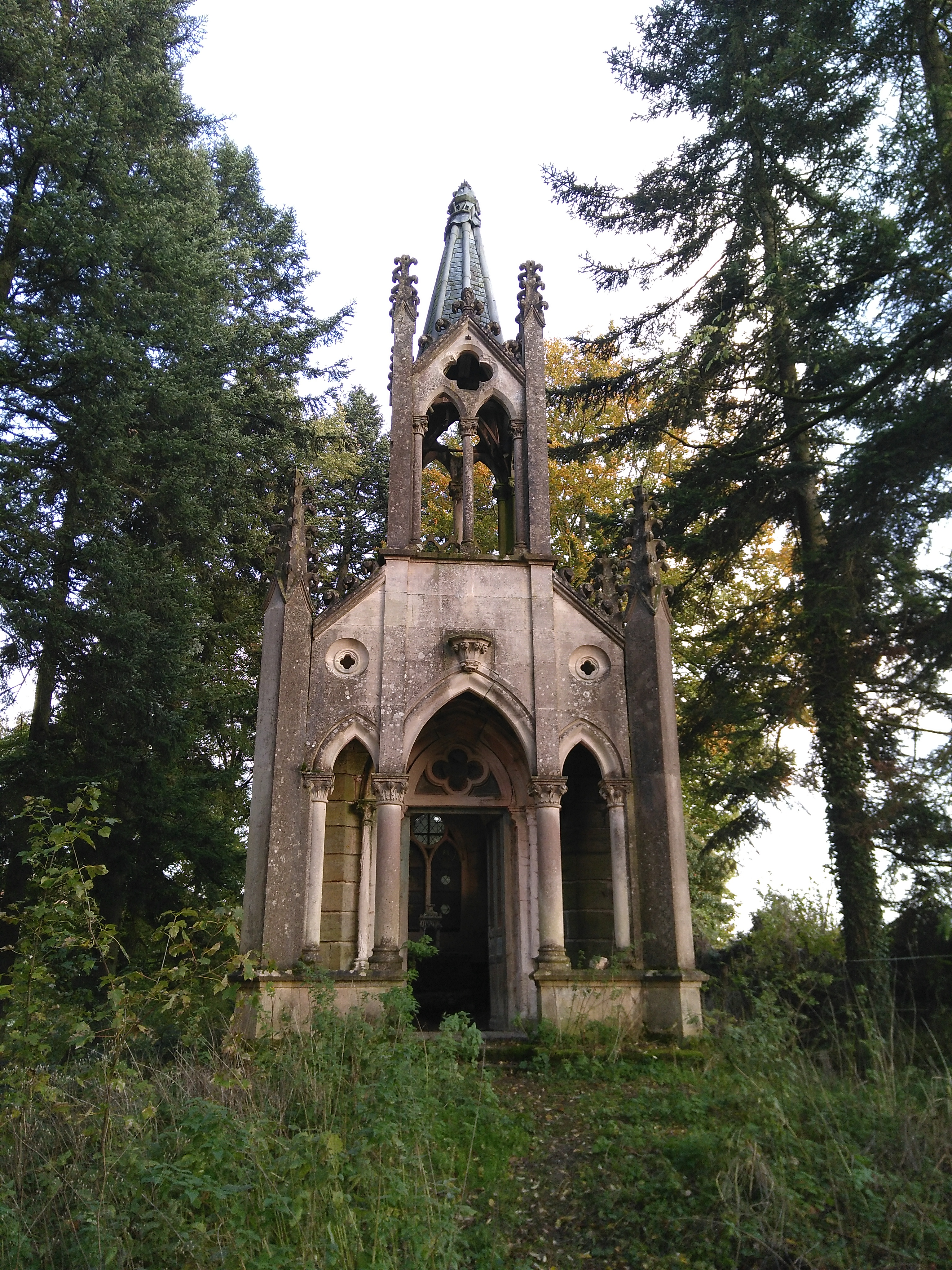
Chapelle néo-gothique.

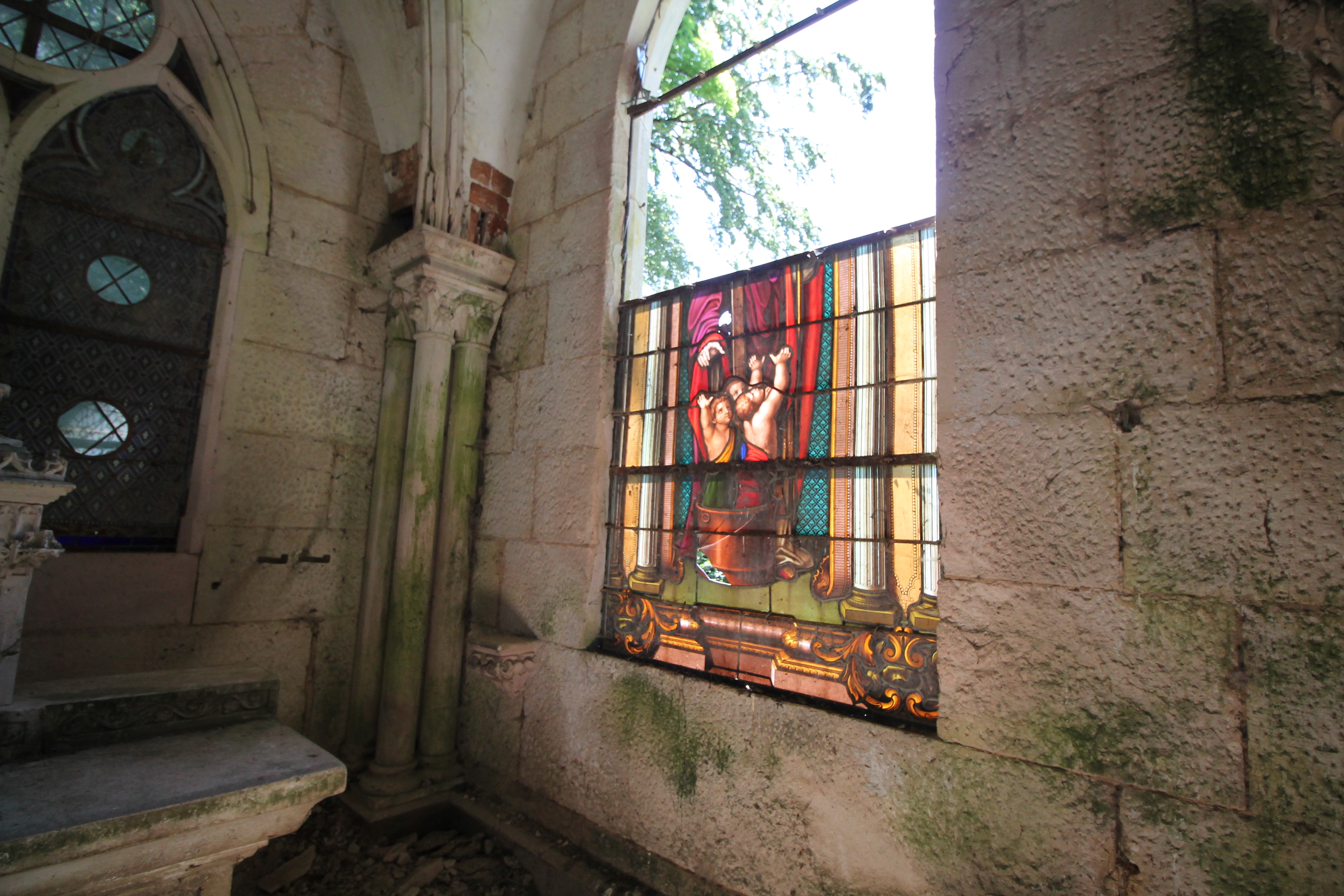
Vitraux du XIXe siècle.

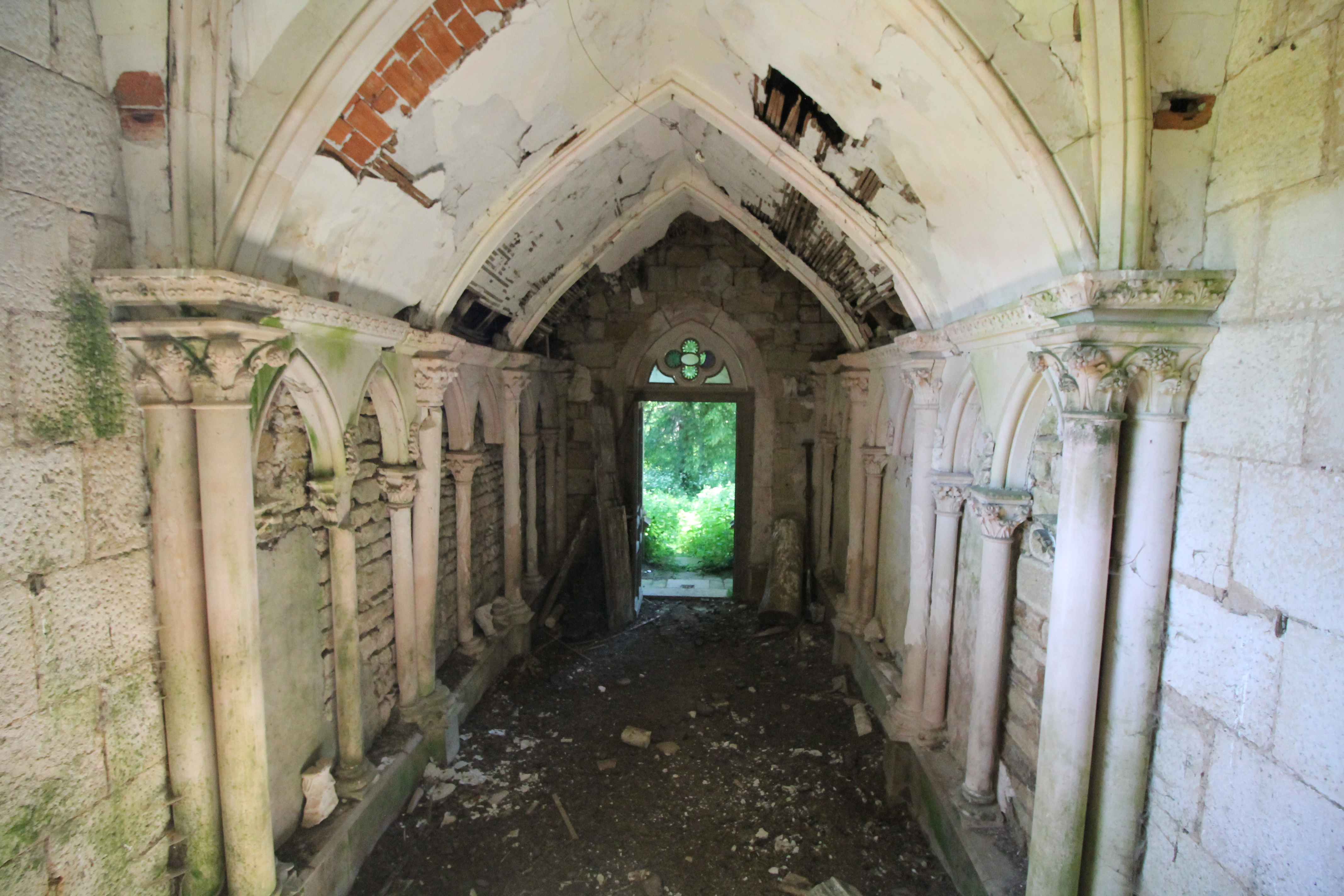
Intérieur de la chapelle.

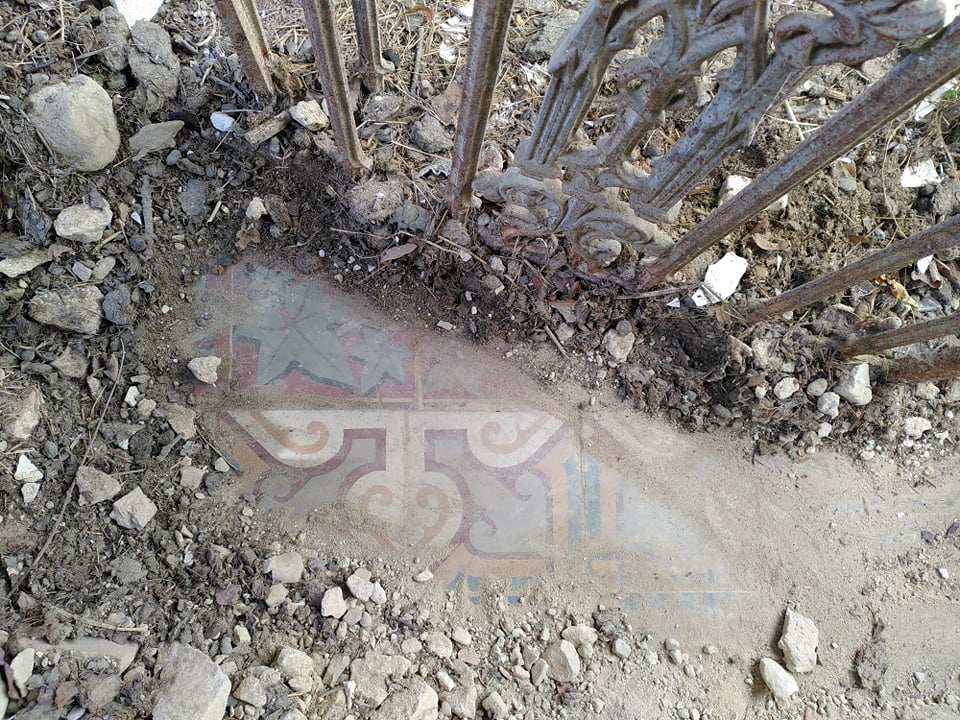
Sol en carreaux de ciment sous les décombres.

## Filiation de dépendances
Beaulieu est fille de l'abbaye de Clairvaux et mère de Basse-Fontaine.

## Liste des abbés
- Gui I[5] (....-1202)
- Jean II (1203-....)
- Robert ou Girard (1205-1214)
- Guillaume (1214-1216)
- Réginald (1217-....)
- Gui II (1226-....)[6],
- Jehan de Cusey (1451-1455)
- Philippe de Choiseul (1536-….) premier abbé commendataire
- Maison Duchâtelet, dont deux membres défroquèrent.
- Charles-François-Philibert Pierre de Vilfrey, dernier abbé de Beaulieu[7]